# فیوز بازنشان‌پذیر

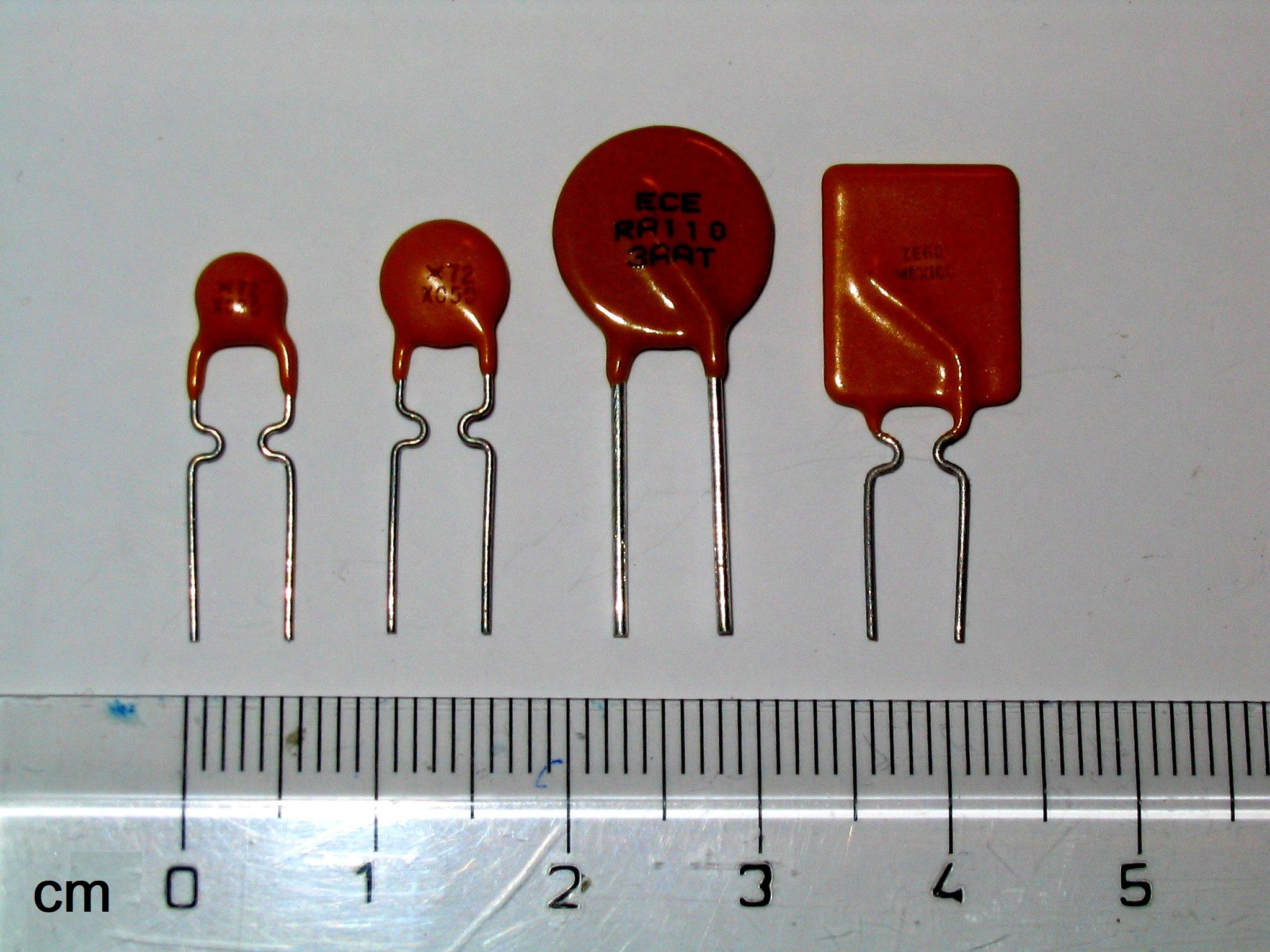
فیوزهای بازنشان‌پذیر - قطعات پلی‌سوئیچ

فیوز بازنشان‌پذیر یا قطعه ضریب دمای مثبت پلیمری (PPTC) یک قطعه الکترونیکی غیرفعال است که برای محافظت در برابر خطاهای اضافه‌جریان در مدارهای الکترونیکی استفاده می‌شود. این قطعه به عنوان چندفیوز یا پُلی‌فیوز یا پُلی‌سوئیچ نیز شناخته می‌شود. آنها از نظر عملکرد مشابه ترمیستورهای PTC در شرایط خاص هستند اما به جای اثرات حامل بار در نیم‌رساناها بر روی تغییرات مکانیکی عمل می‌کنند. این افزاره‌ها برای اولین بار توسط جرالد پیرسون در آزمایشگاه‌های بل در سال ۱۹۳۹ کشف و توصیف شد و در ثبت اختراع ایالات متحده شماره ۲٬۲۵۸٬۹۵۸ شرح داده شد.